# Kacper Sztuka
Kacper Sztuka (ur. 28 stycznia 2006 w Bielsku-Białej) – polski kierowca wyścigowy, od sezonu 2025 startujący w kategorii  Eurocup 3 w zespole Griffin Core stworzonym przez Campos Racing.  Mistrz Włoskiej Formuły 4 (2023) i zwycięzca Formuły Winter Series (2023).
Syn kierowcy rajdowego Łukasza Sztuki.

## Życiorys

### Karting
Sztuka rozpoczął ściganie w kartingu w wieku 4 lat na torze halowym w Tychach w kategorii Bambino, a potem na torze otwartym w Wodzisławiu Śląskim. Jego pierwszy start w zawodach miał miejsce w Czechach, zaś w wieku 9 lat zaczął startować we Włoszech. Polak występował w kolejnych kategoriach kartingowych: Baby-60, Mini-60, Junior-Rok Ok-Junior.

### Niemiecka i Włoska Formuła 4

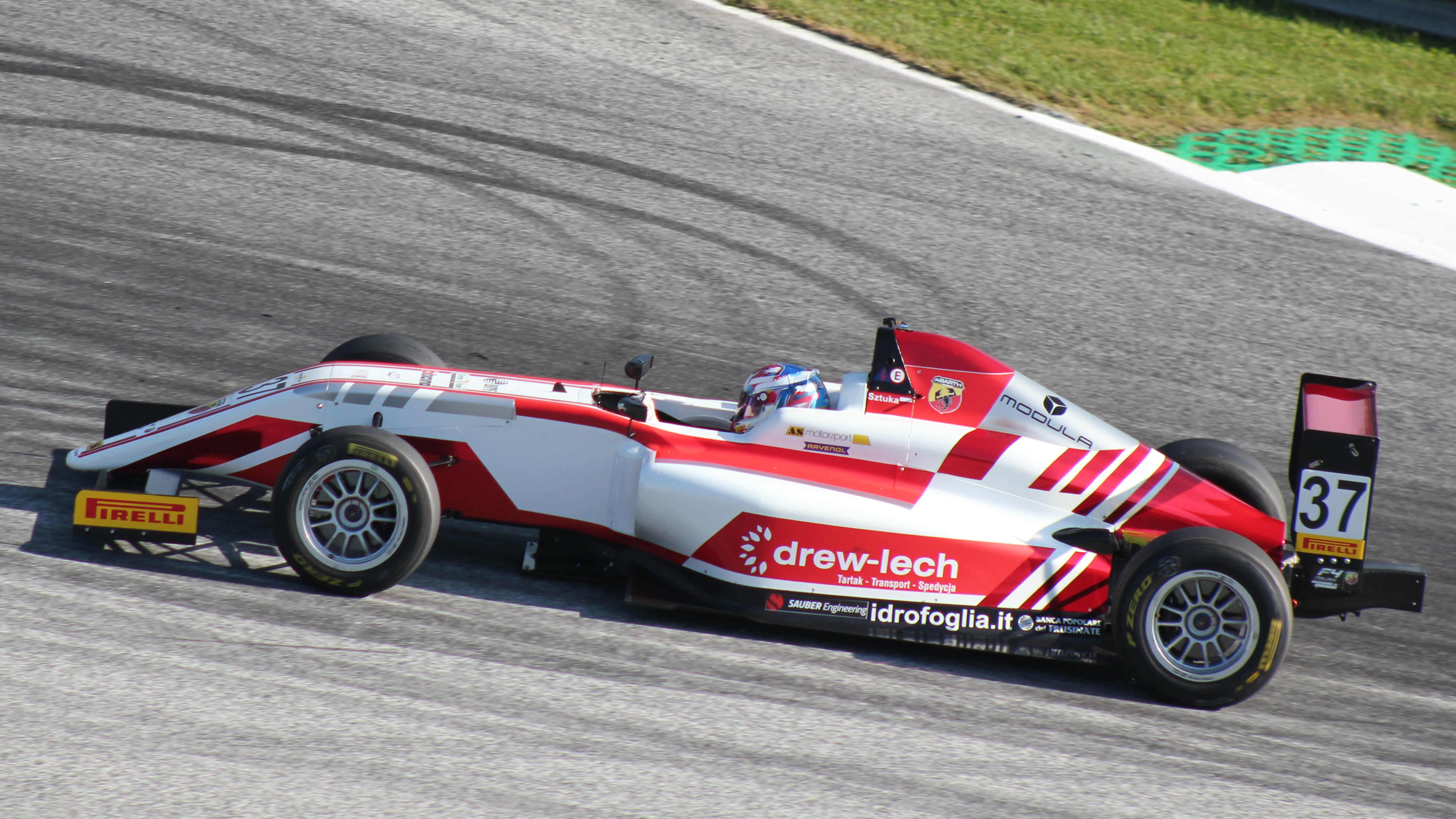
Włoska Formuła 4 w barwach AS Motorsport (2021)

Pierwszą szansę na testy w bolidzie Formuły 4 miał w 2019 roku, w wieku 13 lat. Ze względu na niski wzrost (150 cm) dostosowano samochód do jego warunków fizycznych, dokładając specjalne pedały. Testy były zadowalające, przez co zwrócił uwagę zespołów Formuły 4. W sezonie 2020 planował występować jeszcze w kartingu, ale przez pandemię COVID-19 wziął udział tylko w czterech wyścigach kartingowych i ze względu na odwołanie reszty sezonu, rozpoczął przygotowania do debiutanckiego sezonu Formuły 4.
16 maja 2021 roku zadebiutował we Włoskiej Formule 4 na torze Circuit Paul Ricard, zostając tym samym najmłodszym w historii polskim kierowcą wyścigowym w serii Formuły 4. W sześciu z siedmiu rund reprezentował zespół AS Motorsport, zaś w szóstej rundzie na torze Mugello jeździł w barwach Iron Lynx. Przez cały sezon plasował się w drugiej dziesiątce klasyfikacji i nie zdobył punktów. Po zakończeniu sezonu był najszybszy w testach na torze Misano.

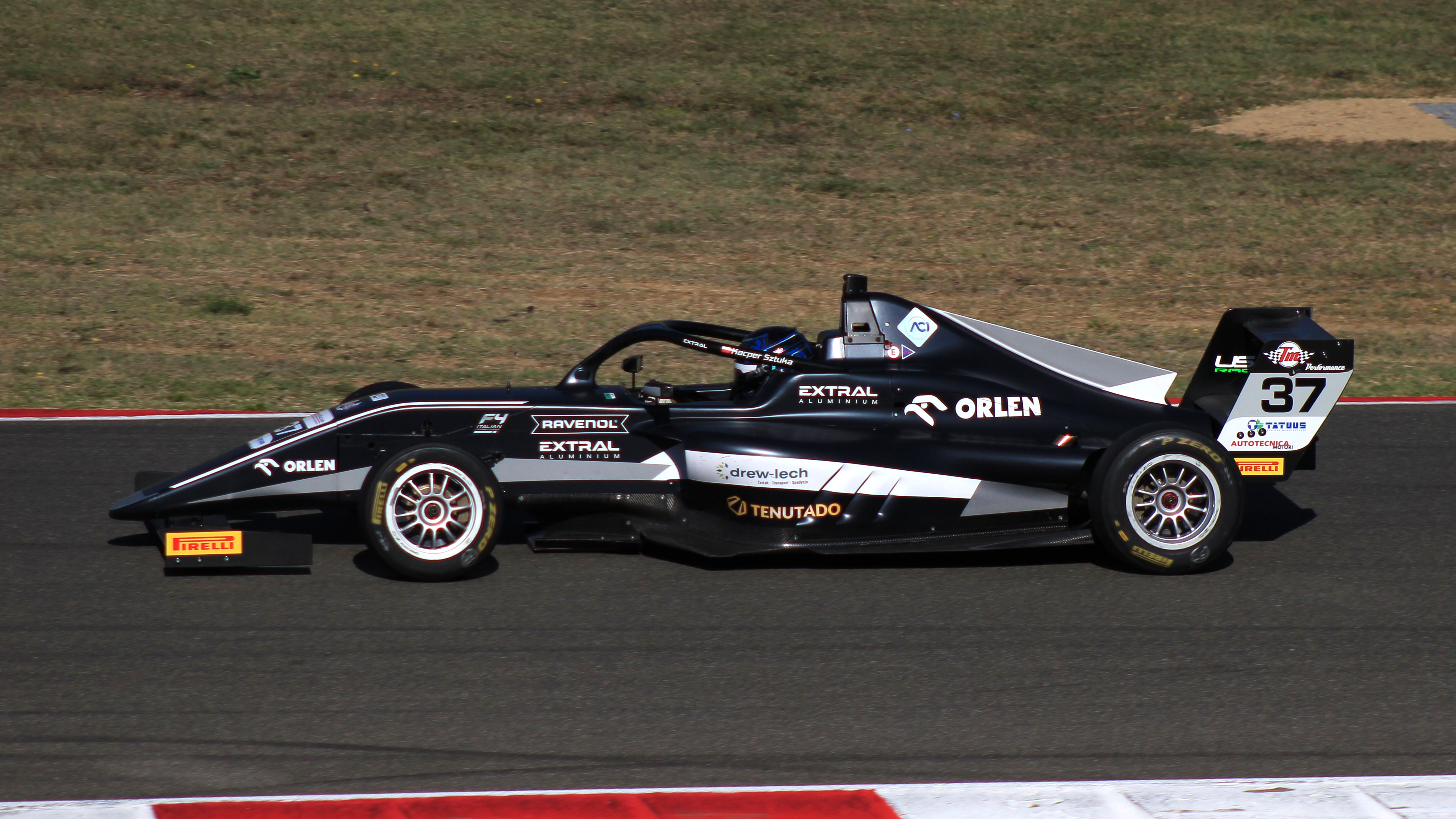
Włoska Formuła 4 w barwach US Racing (Mugello 2023)

W sezonie 2022 roku Sztuka dołączył do zespołu Ralfa Schumachera i Gerharda Ungara, US Racing. Startował głównie we Włoskiej Formule 4, gdzie stanął na podium cztery razy, w tym dwa razy na najwyższym stopniu podium na 19 startów. Zwycięstwo odniósł w trzecim wyścigu pierwszej rundy na torze Imola, co było pierwszym zwycięstwem Polaka w tej serii oraz w trzecim wyścigu piątej rundy na Red Bull Ringu. Zdobył 162 punkty, co pozwoliło mu na zajęcie szóstej lokaty w klasyfikacji generalnej. Ponadto Sztuka zanotował gościnny występ w pięciu wyścigach Niemieckiej Formuły 4, gdzie dwukrotnie zajął drugą lokatę i łącznie w pięciu wyścigach dwóch rund zdobył 64 pkt i 10. miejsce w klasyfikacji generalnej. 
Pod koniec sezonu 2022 zmagał się z problemami finansowymi, które niemal nie przerwały jego startów we Włoskiej Formule 4. Pomimo zainteresowania zespołów Formuły 3 jego przejście do wyższej serii wyścigowej ograniczał w tamtym momencie brak sponsora w kluczowym momencie sezonu. W kwietniu 2023 roku dołączył do Akademii ORLEN Team otrzymując wsparcie sponsorskie PKN ORLEN.
Sezon 2023 Sztuka kontynuował we Włoskiej Formule 4, gdzie rozpoczął od zwycięstwa w pierwszym wyścigu pierwszej rundy na torze Imola. Po udanym otwarciu sezonu nie ukończył dwóch kolejnych wyścigów ze względu na awarie bolidu. Problemy miał również w drugiej rundzie, na torze Misano, gdzie był dwukrotnie czwarty i nie ukończył drugiego wyścigu. W następnych dwóch rundach stawał na drugim stopniu podium zarówno na belgijskim torze Spa-Francorchamps jak i włoskiej Monzie. Od piątej rundy zmagań Sztuka zyskał tempo i zaczął odnosić kolejne zwycięstwa. Na francuskim torze Paula Ricarda wygrał wszystkie trzy wyścigi, w tym do jednego z nich ruszał z pole position, i zajmował trzecią lokatę w klasyfikacji generalnej. Niepokonany był również w przedostatniej rundzie na Mugello, gdzie zdobył trzy zwycięstwa, trzy pole position i trzy najszybsze okrążenia. Przy gorszych rezultatach dotychczasowego lidera serii Arvida Lindblada, Sztuka zdołał odrobić 62,5 pkt przewagi Brytyjczyka i objął prowadzenie w klasyfikacji generalnej o 1,5 pkt. W ostatniej rundzie na torze Vallelunga Sztuka ponownie zdobył trzy pole position i po trzecim miejscu w sobotnim wyścigu zapewnił sobie tytuł mistrzowski w przedostatnim wyścigu sezonu. Pomimo protestu ze strony zespołu Prema Racing o nieregulaminowe zachowanie przy restarcie wyścigu za samochodem bezpieczeństwa, Sztuka otrzymał pięciosekundową karę, która nie zmieniła końcowego rezultatu. Sztuka zakończył sezon zwycięstwem w ostatnim wyścigu. Łącznie zdobył 8 najszybszych okrążeń, 9 pole position, 9 zwycięstw (w tym sześć z rzędu) i został pierwszym Polakiem, który zdobył tytuł mistrzowski Włoskiej Formuły 4.

### Formuła Winter Series
Sezon 2023 rozpoczął od startu w czterorundowej, pierwszej edycji serii Formuły Winter Series, również w zespole US Racing. Sztuka zdominował serię, wygrywając pięć na sześć pierwszych wyścigów, zaliczając cztery pole position, cztery najszybsze okrążenia, co umożliwiło mu zdobycie tytułu zwycięzcy bez konieczności startu w czwartej, ostatniej rundzie. Był to pierwszy tytuł w karierze Polaka.

### Formuła 3
Po zdobyciu tytułu mistrza Włoskiej Formuły 4 Polak był jedynym zawodnikiem z czołówki serii, który nie miał zaplanowanych testów w bolidzie Formuły 3. Ostatecznie, pod koniec października 2023, Sztuka odbył dwudniowe testy na torze Imola w zespole MP Motorsport. Miał 13. czas w stawce składającej się z 30 kierowców.
8 listopada 2023 szef Scuderia AlphaTauri, Peter Bayer, ogłosił na spotkaniu z polskimi dziennikarzami, że Sztuka dołączył do programu dla młodych kierowców zespołu Red Bull Racing, Red Bull Junior Team. 25 listopada 2023 Kacper potwierdził tę wiadomość w swoich kontach w mediach społecznościowych.
19 stycznia 2024 został kierowcą zespołu MP Motorsport na sezon 2024. Sztuka został usunięty z programu juniorskiego Red Bulla, a w sezonie 2025 startuje w serii Eurocup-3 w barwach Campos Racing.

## Wyniki
| Legenda oznaczeń w tabelach wyników Wyświetl szablon na nowej stronie | Legenda oznaczeń w tabelach wyników Wyświetl szablon na nowej stronie                                                                     |
| Oznaczenie                                                            | Wyjaśnienie |
| --------------------------------------------------------------------- | --- |
| Złoty                                                                 | Zwycięzca lub mistrzostwo |
| Srebrny                                                               | 2. miejsce lub wicemistrzostwo |
| Brązowy                                                               | 3. miejsce lub II wicemistrzostwo |
| Zielony                                                               | Ukończył, punktował (w klasyfikacji generalnej, gdy zdobył co najmniej jeden punkt na przestrzeni sezonu, poza trzema powyższymi opcjami) |
| Niebieski                                                             | Ukończył, nie punktował (w klasyfikacji generalnej, gdy nie zdobył co najmniej jednego punktu na przestrzeni sezonu)                      |
| Czerwony                                                              | Nie zakwalifikował się (NZ) |
| Czerwony                                                              | Nie prekwalifikował się (NPK) |
| Różowy                                                                | Nie ukończył (NU) |
| Różowy                                                                | Niesklasyfikowany (NS) (w klasyfikacji generalnej, gdy nie został sklasyfikowany w żadnym wyścigu sezonu)                                 |
| Czarny                                                                | Zdyskwalifikowany (DK) |
| Czarny                                                                | Wykluczony (WYK/EX) |
| Biały                                                                 | Nie wystartował (NW) |
| Biały                                                                 | Kontuzjowany (K/INJ) |
| Biały                                                                 | Wyścig odwołany (OD/C) |
| Bez koloru                                                            | Został wycofany (WYC/WD) |
| Bez koloru                                                            | Nie przybył (NP/DNA) |
| Bez koloru                                                            | Nie brał udziału w treningach (NT/DNP) |
| Bez koloru                                                            | Nie został zgłoszony (–) |
| Pogrubienie                                                           | Start z pole position |
| Kursywa                                                               | Najszybsze okrążenie wyścigu |
| †                                                                     | Nie ukończył, ale jego rezultat został zaliczony ze względu na przejechanie więcej niż 90% dystansu wyścigu.                              |
| *                                                                     | Sezon w trakcie |
| 1/2/3                                                                 | Punktowana pozycja w sprincie |
| Lista systemów punktacji Formuły 1                                    | |

### Niemiecka Formuła 4
| Rok  | Zespół    | Wyniki w poszczególnych eliminacjach | Wyniki w poszczególnych eliminacjach | Wyniki w poszczególnych eliminacjach | Wyniki w poszczególnych eliminacjach | Wyniki w poszczególnych eliminacjach | Wyniki w poszczególnych eliminacjach | Wyniki w poszczególnych eliminacjach | Wyniki w poszczególnych eliminacjach | Wyniki w poszczególnych eliminacjach | Wyniki w poszczególnych eliminacjach | Wyniki w poszczególnych eliminacjach | Wyniki w poszczególnych eliminacjach | Wyniki w poszczególnych eliminacjach | Wyniki w poszczególnych eliminacjach | Wyniki w poszczególnych eliminacjach | Wyniki w poszczególnych eliminacjach | Wyniki w poszczególnych eliminacjach | Wyniki w poszczególnych eliminacjach | Pkt. | Poz. |
| ---- | --------- | ------------------------------------ | ------------------------------------ | ------------------------------------ | ------------------------------------ | ------------------------------------ | ------------------------------------ | ------------------------------------ | ------------------------------------ | ------------------------------------ | ------------------------------------ | ------------------------------------ | ------------------------------------ | ------------------------------------ | ------------------------------------ | ------------------------------------ | ------------------------------------ | ------------------------------------ | ------------------------------------ | ---- | ---- |
| 2022 | US Racing | SPA                                  | SPA                                  | SPA                                  | HOC                                  | HOC                                  | HOC                                  | ZAN                                  | ZAN                                  | ZAN                                  | NÜR1                                 | NÜR1                                 | NÜR1                                 | LAU                                  | LAU                                  | LAU                                  | NÜR2                                 | NÜR2                                 | NÜR2                                 | 64   | 10   |
| 2022 | US Racing | R1                                   | R2                                   | R3                                   | R1                                   | R2                                   | R3                                   | R1                                   | R2                                   | R3                                   | R1                                   | R2                                   | R3                                   | R1                                   | R2                                   | R3                                   | R1                                   | R2                                   | R3                                   | 64   | 10   |
| 2022 | US Racing | NW                                   | 4                                    | 2                                    | NW                                   | NW                                   | NW                                   | NW                                   | NW                                   | NW                                   | NW                                   | NW                                   | NW                                   | 4                                    | 2                                    | 8                                    | NW                                   | NW                                   | NW                                   | 64   | 10   |

### Włoska Formuła 4
| Rok  | Zespół        | Wyniki w poszczególnych eliminacjach | Wyniki w poszczególnych eliminacjach | Wyniki w poszczególnych eliminacjach | Wyniki w poszczególnych eliminacjach | Wyniki w poszczególnych eliminacjach | Wyniki w poszczególnych eliminacjach | Wyniki w poszczególnych eliminacjach | Wyniki w poszczególnych eliminacjach | Wyniki w poszczególnych eliminacjach | Wyniki w poszczególnych eliminacjach | Wyniki w poszczególnych eliminacjach | Wyniki w poszczególnych eliminacjach | Wyniki w poszczególnych eliminacjach | Wyniki w poszczególnych eliminacjach | Wyniki w poszczególnych eliminacjach | Wyniki w poszczególnych eliminacjach | Wyniki w poszczególnych eliminacjach | Wyniki w poszczególnych eliminacjach | Wyniki w poszczególnych eliminacjach | Wyniki w poszczególnych eliminacjach | Wyniki w poszczególnych eliminacjach | Wyniki w poszczególnych eliminacjach | Pkt. | Poz. |
| ---- | ------------- | ------------------------------------ | ------------------------------------ | ------------------------------------ | ------------------------------------ | ------------------------------------ | ------------------------------------ | ------------------------------------ | ------------------------------------ | ------------------------------------ | ------------------------------------ | ------------------------------------ | ------------------------------------ | ------------------------------------ | ------------------------------------ | ------------------------------------ | ------------------------------------ | ------------------------------------ | ------------------------------------ | ------------------------------------ | ------------------------------------ | ------------------------------------ | ------------------------------------ | ---- | ---- |
| 2021 | AS Motorsport | FRA                                  | FRA                                  | FRA                                  | MIS                                  | MIS                                  | MIS                                  | VLL                                  | VLL                                  | VLL                                  | IMO                                  | IMO                                  | IMO                                  | RBR                                  | RBR                                  | RBR                                  | MUG                                  | MUG                                  | MUG                                  | MNZ                                  | MNZ                                  | MNZ                                  |                                      | 0    | 35   |
| 2021 | AS Motorsport | R1                                   | R2                                   | R3                                   | R1                                   | R2                                   | R3                                   | R1                                   | R2                                   | R3                                   | R1                                   | R2                                   | R3                                   | R1                                   | R2                                   | R3                                   | R1                                   | R2                                   | R3                                   | R1                                   | R2                                   | R3                                   |                                      | 0    | 35   |
| 2021 | AS Motorsport | 23                                   | 13                                   | 19                                   | 23                                   | 13                                   | 11                                   | 23                                   | 17                                   | 20                                   | 14                                   | 12                                   | NU                                   | 18                                   | 18                                   | 19                                   |                                      |                                      |                                      | 17                                   | 16                                   | 30                                   |                                      | 0    | 35   |
| 2021 | Iron Lynx     |                                      |                                      |                                      |                                      |                                      |                                      |                                      |                                      |                                      |                                      |                                      |                                      |                                      |                                      |                                      | 17                                   | 22                                   | 18                                   |                                      |                                      |                                      |                                      | 0    | 35   |
| 2022 | US Racing     | { } IMO                              | { } IMO                              | { } IMO                              | MIS                                  | MIS                                  | MIS                                  | SPA                                  | SPA                                  | SPA                                  | VLL                                  | VLL                                  | VLL                                  | RBR                                  | RBR                                  | RBR                                  | RBR                                  | MNZ                                  | MNZ                                  | MNZ                                  | MUG                                  | MUG                                  | MUG                                  | 162  | 6    |
| 2022 | US Racing     | R1                                   | R2                                   | R3                                   | R1                                   | R2                                   | R3                                   | R1                                   | R2                                   | R3                                   | R1                                   | R2                                   | R3                                   | R1                                   | R2                                   | R3                                   | R4                                   | R1                                   | R2                                   | R3                                   | R1                                   | R2                                   | R3                                   | 162  | 6    |
| 2022 | US Racing     | NU                                   | 2                                    | 1                                    | NU                                   | 10                                   | 4                                    | NU                                   | 12                                   | 6                                    | 7                                    | 5                                    | 6                                    | –                                    | 4                                    | 1                                    | 5                                    | 3                                    | NU                                   | C                                    | NU                                   | 7                                    | 5                                    | 162  | 6    |
| 2023 | US Racing     | IMO                                  | IMO                                  | IMO                                  | IMO                                  | MIS                                  | MIS                                  | MIS                                  | SPA                                  | SPA                                  | SPA                                  | MNZ                                  | MNZ                                  | MNZ                                  | FRA                                  | FRA                                  | FRA                                  | MUG                                  | MUG                                  | MUG                                  | VLL                                  | VLL                                  | VLL                                  | 315  | 1    |
| 2023 | US Racing     | R1                                   | R2                                   | R3                                   | R4                                   | R1                                   | R2                                   | R3                                   | R1                                   | R2                                   | R3                                   | R1                                   | R2                                   | R3                                   | R1                                   | R2                                   | R3                                   | R1                                   | R2                                   | R3                                   | R1                                   | R2                                   | R3                                   | 315  | 1    |
| 2023 | US Racing     | 1                                    | NU                                   | –                                    | NU                                   | 4                                    | NU                                   | 4                                    | 6                                    | 2                                    | 24                                   | 4                                    | 4                                    | 2                                    | 1                                    | 1                                    | 1                                    | 1                                    | 1                                    | 1                                    | 3                                    | 1                                    | 1                                    | 315  | 1    |

### Formuła Winter Series
| Rok  | Zespół    | Wyniki w poszczególnych eliminacjach | Wyniki w poszczególnych eliminacjach | Wyniki w poszczególnych eliminacjach | Wyniki w poszczególnych eliminacjach | Wyniki w poszczególnych eliminacjach | Wyniki w poszczególnych eliminacjach | Wyniki w poszczególnych eliminacjach | Wyniki w poszczególnych eliminacjach | Pkt. | Poz. |
| ---- | --------- | ------------------------------------ | ------------------------------------ | ------------------------------------ | ------------------------------------ | ------------------------------------ | ------------------------------------ | ------------------------------------ | ------------------------------------ | ---- | ---- |
| 2023 | US Racing | JER                                  | JER                                  | CRT                                  | CRT                                  | NAV                                  | NAV                                  | CAT                                  | CAT                                  | 151  | 1    |
| 2023 | US Racing | R1                                   | R2                                   | R1                                   | R2                                   | R1                                   | R2                                   | R1                                   | R2                                   | 151  | 1    |
| 2023 | US Racing | 1                                    | 1                                    | 2                                    | 1                                    | 1                                    | 1                                    | NW                                   | NW                                   | 151  | 1    |

### FIA Formuła 3
| Rok  | Zespół        | Bahrain | Bahrain | Melbourne | Melbourne | Imola | Imola | Monako | Monako | Barcelona | Barcelona | Red Bull Ring | Red Bull Ring | Silverstone | Silverstone | Hungaroring | Hungaroring | Spa | Spa | Monza | Monza | Poz. | Pkt. | Źródło |
| ---- | ------------- | ------- | ------- | --------- | --------- | ----- | ----- | ------ | ------ | --------- | --------- | ------------- | ------------- | ----------- | ----------- | ----------- | ----------- | --- | --- | ----- | ----- | ---- | ---- | ------ |
| 2024 | MP Motorsport | 20      | 28      | 16        | 18        | 5     | 15    | NU     | 11     | 23        | 28        | NU            | 16            | NU          | 17          | 27          | 18          | 20  | 18  | 20    | NU    | 19*  | 6*   | [ 25 ] |

### Podsumowanie
| Sezon | Seria                                 | Zespół        | Wyścigi | P1 | PP | NO | Podium | Punkty | Pozycja |
| ----- | ------------------------------------- | ------------- | ------- | -- | -- | -- | ------ | ------ | ------- |
| 2021  | Włoska Formuła 4                      | AS Motorsport | 18      | 0  | 0  | 0  | 0      | 0      | 36      |
| 2021  | Włoska Formuła 4                      | Iron Lynx     | 3       | 0  | 0  | 0  | 0      | 0      | 36      |
| 2022  | Niemiecka Formuła 4                   | US Racing     | 5       | 0  | 0  | 0  | 2      | 64     | 10      |
| 2022  | Włoska Formuła 4                      | US Racing     | 19      | 2  | 0  | 0  | 4      | 162    | 6       |
| 2023  | Formuła Winter Series                 | US Racing     | 6       | 5  | 4  | 4  | 6      | 151    | 1       |
| 2023  | Włoska Formuła 4                      | US Racing     | 21      | 9  | 9  | 8  | 12     | 315    | 1       |
| 2024  | Formuła 3                             | MP Motorsport | 20      | 0  | 0  | 0  | 0      | 6      | 19      |
| 2025  | Eurocup-3                             | Campos        | 5       | 0  | 1  | 1  | 3      | 61     | 2*      |
| 2025  | FRECA                                 | G4 Racing     | 2       | 0  | 0  | 0  | 0      | 0      | 20*     |
| 2025  | Spanish Winter Championship Eurocup 3 | Campos        | 6       | 0  | 0  | 1  | 1      | 27     | 10      |

*Sezon trwa 

## Wyróżnienia i nagrody
- 2021: Plebiscyt Sportowiec Roku 2021 województwa śląskiego – 1. miejsce w kategorii „Sportowy Talent Roku”[26]